# Неприлагођени (књига)
Неприлагођени (тур. Tutunamayanlar), роман је писца Огуз Атаја (тур. Oğuz Atay, (1934–1977), турског књижевник. Књига је написана 1970. године, а објављена је 1972. године. Године 2002. књига је објављена на српски језик у издању Дерете у преводу Весне Газдић.

## О делу
Јунак романа Тургут Озбен, породични је човек и марљиви инжењер. До њега допире вест о смрти свог старог пријатеља Селима Ишика, који је извршио самоубиство. Вест о пријатељевом самоубиству покреће тектонска егзистенцијална преиспитивања. Како би разрешио мистерију Селимовог самоубиства, Тургут Озбен почиње да истражује живот свог негдашњег пријатеља, с којим се годинама није срео. Ту су бројни рукописи који су уметнути у роман - дневнички записи, песме, енциклопедијски уноси,... а који доприносе динамичном, вишеслојном приповедању.
Истраживање Тургута предтавља задатак који је тежак јер сваки Селимов познаник има другачију перспективу његове личности. Потрага за пријатељивим животом и околностима трагичне смрти све више измешта Тургута из комфора његовог свакодневног живота и удаљава га од најближих. У једном тренутку му се придружује и Орлик, његов унутрашњи глас с којим је у константном дијалогу.  Пред главним јунаком Тургутом је тежак задатак -  треба преиспитати не само Селимову немогућност да се помири с модерним начином живота већ и сопствени живот, који се доскора чинио тако стабилним, а семе неприлагођености почело је и за њега да клија.
Неприлагођени су у турском жаргону људи без посла, каријере, сређеног живота, људи без звања, они за које не важе друштвена правила, узалуд рођени, бескорисни примерци људског рода. Њима не полази за руком да се "ухвате" за живот, да успеју и буду прихваћени. Ово је прича о свету неприлагођених, о томе како они виде свет, како свет види њих, о разлозима њиховог отуђења. Најпре се отуђују од традиције, потом од друштва, породице и на крају од себе. Долази до подвајања личности, рађа се друго "ја", страно кад се први пут појави, али с којим се убрзо остварује блискост будући да је алтер его.
Једно од средишњих места у роману заузима еп "Јуче, данас, сутра" сачињен од шесто стихова који говори о одрастању Селима Ишика, а истовремено и о коренима Турака, њиховој митологији, султанима, песницима, о томе како им се идентитет мењао у временском распону од доласка из степа Средње Азије до настанка републике.
Књига Неприлагођени се сматра делимично и аутобиографским делом. Турска књижевница Ајфер Тунч наводи да је овај роман „ДНК турске књижевности”. Унеско је књигу 2002. године прогласио најзначајнијим делом турске књижевности XX века.